# José Hernández González
José Hernández González (Arrecife, Lanzarote 11 de septiembre de 1926-Las Palmas de Gran Canaria, 10 de octubre de 2011)  fue un futbolista español conocido como “Lobito Negro”, actuaba como centrocampista y jugó entre otros equipos en el Atlético de Madrid.

## Trayectoria

### Inicios
Nació en Lanzarote pero muy pequeño se estableció con su familia en el Puerto de La Luz de Las Palmas de Gran Canaria. Empezó de chiquillo a dar patadas al balón en el Colegio de los franciscanos de la calle Padre Cueto. Su primer equipo fue el de su barrio, C. D. Santa Catalina, equipo vivero de la cantera canaria y donde también se iniciaron algunos grandes mitos del fútbol insular como José Padrón "el sueco", Luis Valle, Oramas, Espino "el jardinero" y un largo etcétera de buenos futbolistas que alcanzaron fama con sus triunfos en los estadios insulares y resto de la geografía española. En su primer club tuvo como compañero a un mito del fútbol canario como Alfonso Silva, además de los hermanos Brissón, Vera, y otros muchos jóvenes entusiastas del deporte del balón de la zona porteña y de los arenales.
Nervio y combatividad sin estar exento de clase, eran las características del juego del joven futbolista que incorpora el Marino a sus filas en 1945. Cuando ficha por el equipo azul tiene que esperar para hacerse un hueco entre los Campeones de Canarias donde jugadores de gran talla se lo impedían. Fue precisamente el fichaje de Luis Molowny por el Real Madrid lo que facilitó a Hernández hacerse con su puesto en el Marino para la temporada 1947-48 donde consigue ser Campeón de Canarias en 1948.

### Traspaso al Atlético de Madrid
Los ojeadores peninsulares que tenían las redes echadas en Canarias no dudaron en ficharle para el equipo del Atlético de Madrid quien lo incorpora a sus filas en la temporada 1949-50 . Era el equipo madrileño el de los canarios. En el conjunto colchonero formaría junto a otros futbolistas isleños como eran Silva, Mujica , Miguel “el palmero” , Farías, Durán,  destacados que fueron del fútbol canario y entonces convertidos en figuras en el nacional . Su juego combativo admiró a los aficionados madrileños quienes no olvidan las páginas de oro que escribió en el viejo estadio Metropolitano. Aquellos años la rivalidad local Marino -Victoria se había llevado a Madrid donde también en el Real Madrid destacaba Luis Molowny, otra leyenda del fútbol isleño, junto a Cabrera y Gallardo. En las temporadas 1949-50 y 1950-51 el Atlético madrileño consigue el Campeonato de Liga a las órdenes del "mago" Helenio Herrera. En el equipo campeón donde destacó “Lobito” Hernández, figuraban  auténticos "cracks", como el sueco Carlsson y el marroquí Ben Barek, junto a otros destacados como Juncosa , Escudero y el portero francés Marcel Domingo, conformaron un equipo 
colchonero que escribió páginas de gloria por sus triunfos y belleza de su juego.

### La selección Canaria frente al San Lorenzo de Almagro
Memorable partido que la Selección Canaria disputó el 10 de enero de 1950 , al imbatido conjunto argentino del San Lorenzo de Almagro al que venció por 4-2 en el estadio de Chamartín y en el que Hernández “lobito negro”deleitó con su juego junto a otros grandes jugadores insulares que figuraban en los mejores clubes españoles como Silva, Molowny, Cabrera, Gallardo, Rosendo Hernández, Núñez, Durán, escribiendo una página memorable en la historia del fútbol canario.

### Debut con la selección española
Debutó con la Selección Española de Fútbol que empató contra la Selección mexicana el 28 de mayo de 1950. José Hernández “Lobito Negro” viajó en 1950 a México con los seleccionados españoles que se preparaban para el Mundial de Brasil. Les dirigía Benito Díaz y jugaron dos partidos contra la selección mexicana. Hernández “Lobito Negro” no jugó el primer partido (26 de mayo), pero sí el segundo (28 de mayo) que se empató a cero. Jugaron: Ramallets; Murillo, Antúnez, G. Alonso; Ontoria, José Hernández; Juncosa, Arza, César, Silva y Chao (49' Rosendo Hernández). Estos dos encuentros, sin embargo, no figuran en el palmarés oficial de nuestra selección, debido a que no existían relaciones diplomáticas con México. Ha de tenerse en cuenta que tras la guerra civil México rompió relaciones con España y que se restablecieron el 28 de marzo de 1977. En 1950 participó como preseleccionado en una gira americana antes del Mundial de fútbol de Brasil de 1950. pero se lesionó y no pudo acudir a la cita mundialista para la que Guillermo Eizaguirre y Benito Díaz  le habían  llamado.

### El final de su carrera
Después de nueve temporadas en el equipo colchonero, al comienzo de la 58-59   es fichado por el Real Oviedo en el que juega dos temporadas en 1.ª División, terminando su carrera como futbolista en la temporada 1960-61 jugando en 2.ª División con el C. F. Extremadura de Almendralejo.

## Clubes
| Club                 | País   | Año       |
| -------------------- | ------ | --------- |
| C. D. Santa Catalina | España | 1944-1945 |
| Marino F. C.         | España | 1945-1948 |
| Atlético de Madrid   | España | 1949-1958 |
| Real Oviedo          | España | 1958-1960 |
| C. F. Extremadura    | España | 1960-1961 |

## Palmarés
- Campeón de Canarias 1947-48 (Marino F.C. de Las Palmas de G. C.)
- Campeón de Primera División de España 1949-50 (Atlético de Madrid)
- Campeón de Primera División de España 1950-51 (Atlético de Madrid)
- Subcampeón de la Copa Eva Duarte 1950 (Atlético de Madrid)
- Campeón de la Copa Eva Duarte 1951 (Atlético de Madrid)
- Subcampeón de la Copa del Generalísimo 1956 (Atlético de Madrid)
- Campeón del Trofeo Teresa Herrera 1956 (Atlético de Madrid)
- Subcampeón de Primera División de España 1957-58 (Atlético de Madrid)

## Reconocimientos
- “El Real Club Victoria a José Hernández, legendario jugador del F.C. Marino, con ocasión del acto de confraternidad en el centenario de nuestro fundador, pionero del fútbol canario, Pepe Gonçalves”. Las Palmas de Gran Canaria, a 27 de octubre de 1994.
- El que le dio el “Marino F. C. con motivo del 90 aniversario de su fundación a José Hernández (Lobito Negro) por su contribución a los logros de este club, con su trayectoria deportiva y humana”. Las Palmas de Gran Canaria, mayo de 1995.
- El día 8 de marzo de 2008 José Hernández “Lobito Negro”, con 81 años, recibió el reconocimiento de la Federación de Fútbol de Las Palmas por su trayectoria deportiva, con motivo de la XIX fiesta del fútbol, celebrada en el recinto ferial de Las Palmas de Gran Canaria.
- El Cabildo de Lanzarote lo reconoció en 2008 como el mejor jugador lanzaroteño de todos los tiempos. Curiosamente no jugó nunca en ningún equipo de la isla.